# ثم لم يبق أحد
ثمَّ لمْ يبقَ منهم أحد أو واختفى كل شيء (بالإنجليزية: And Then There Were None)‏ رواية تحقيق للكاتبة أجاثا كريستي. نُشرت للمرة الأولى في المملكة المتحدة من طرف «نادي كولنز للجرائم» في نوفمبر 1939، وتشتهر باسمين آخرين هما عشرة زنوج صغار (بالإنجليزية: Ten Little Niggers)‏ (الاسم الأصلي)، وعشرة هنود صغار (بالإنجليزية: Ten Little Indians)‏.
تعد أكثر روايات أجاثا كريستي مبيعا حيث بيعت منها 100 مليون نسخة، وتحتل الرواية المرتبة ال7 في قائمة أكثر الكتب مبيعا في العالم.

## ملخص الرواية
تركز القصة على حكاية عشرة غُرباء دعوا جميعاً إلى جزيرة بعيدة عن شاطئ ديفون في جنوب إنجلترا من معلومات خادعة (ما عدا واحد). يموتون جميعًا بعدها واحداً إثر الآخر، وشيئاً فشيئاً يُدركون أن القاتل بينهم. وفي النهاية تصبح القصة لغز غرفة مغلقة، حيث تموت كل الشخصيات، وتبقى الشرطة مع عشر جرائم غير محلولة.
بعد وصول الشخصيات إلى الجزيرة بوقت قصير، يُعلمهم غراموفون غامض بأنهم العشرة مذنبون بجرائم، بالرغم من أنه في حالتهم، لا يمكن للقانون أن يتعامل مع جرائمهم. مارستون، على سبيل المثال، كان مسئولاً عن موت طفلين بطريقته المستهترة في القيادة، وبدلاً من أن تتم مُقاضاته بشكل عادل، سُحبت منه رخصة قيادته لفترة قصيرة. السيد والسيدة روجر أهملا عن عمد العناية بمستخدم مريض. الجنرال ماك آرثر أرسل عشيق زوجته في مهمة انتحارية أثناء الحرب. خادمة الآنسة برينت قتلت نفسها بعد أن طردتها الأخيرة بقسوة من المنزل عندما حملت بغير زواج. وارغريف حكم على متهم بريء بالإعدام. آرمسترونغ أمات مريضة بعملية جراحية أجراها لها وهو ثمل. بلور كذب تحت القسم في محاكمة أحد المتهمين بالانتماء إلى عصابة لإدانته، وبعدها مات الرجل في السجن. لومبارد ترك مجموعة من السكان الأصليين للبلاد يموتون في حرش إفريقي. وفيرا كلايثورن أرسلت صبياً كان في رعايتها عن عمد ليسبح بعيداً عن الشاطئ ويغرق، وبُرءت بسبب ظروف القضية.
يقارن نزلاء الجزيرة أسباب وظروف استضافتهم في الجزيرة فيكتشفون أنهم جميعاً جاءوا لأسباب مزيفة، وأن الذي جاء بهم يعرف الكثير عن حياة كل منهم. ويكتشفون أيضاً أنهم عالقون في جزيرة بعيدة جداً عن شاطئ ديفون، ولا يمكنهم الخروج منها.
في الليلة الأولى يموت أنتوني مارستون بالسم، وفي الصباح لا تستيقظ السيدة روجرز، ويُعتقد أن ذلك كان بسبب جرعة مفرطة من عقارها المنوم.
ويتوالى موت الشخصيات لأسباب غامضة، بشكل يتبع أُغنية معلقة على جدار غرفة كل منهم، وعلى طاولة في غرفة الجلوس كانت هناك صينية عليها عشرة تماثيل صغيرة لهنود، كانت تنقص واحداً كلما مات أحدهم.
في النهاية يموت العشرة، وتجد الشرطة الجزيرة فارغة إلا من عشر جثث، دون أن يمكن حل الجريمة وكشف المجرم. رسالة في زجاجة تكشف تفاصيل الجريمة فيما بعد، وتكشف القاتل الحقيقي الذي كان أحد القتلى.

## الشخصيات

### بترتيب الموت
- أنتوني جيمس مارستون، شاب عابث متهور يُحب ثلاثة أشياء في الدنيا: السيارات السريعة، النساء، والخمر. عينة مثالية تقريباً لشاب وُلد في عائلة ثرية. مغرور وأناني.
- السيدة إيثل روجرز، مدبرة منزل وطاهية متوترة. واحدة من أوائل الواصلين إلى الجزيرة. محترمة ومؤثرة، لكنها تبدو كما لو كانت خائفة من شيء ما، ودائماً تنظر خلف كتفها بدون سبب.
- الجنرال جون غوردون ماك آرثر، أحد أبطال الحرب العالمية الأولى المتقاعدين. وحيد لكنه رجل فخور فقد التواصل مع أصدقائه القدامى في الجيش، ويحتفظ ببعض الهياكل العظمية في خزانته.
- السيد توماس روجرز، رئيس الخدم وزوج السيدة روجرز. أحد أوائل الناس الذين وصلوا الجزيرة. محترم ومؤثر، وبلا مخيلة. يمثل نمط رؤساء الخدم الإنجليز القدامى بالضبط. لكن المظاهر قد تخدع.
- إيميلي كارولين برينت، عزباء متقدمة في السن، ومتشددة دينياً. لها مبادئ تخلو من الإيثار وتستخدم الإنجيل لتبرير أي تصرف. غير قادرة على إبداء التعاطف والتفهم للآخرين.
- القاضي لورانس وارجريف«قاضي المشنقة»، قاضٍ متقاعد مشهور بالعديد من أحكام الموت خلال مسيرته المهنية. يمكنه استخدام كلمات القانون ليغطي روحه.
- دكتور إدوارد آرمسترونغ، جراح من شارع هارلي، شق طريقه إلى أعلى السلم الاجتماعي، وأصبح تعباً من طول ساعات العمل. مُدمن بشدة، وهذا الإدمان ورطه في العديد من المشاكل.
- ويليام هنري بلور، مفتش شرطة متقاعد يعمل محققاً خاصاً في الوقت الحالي. رجل ضخم جداً ومتنمر حل سلسلة من قضايا السطو خلال عمله في الشرطة، ولم يكن صادقاً تماماً بشأن طرقه.
- فيليب لومبارد، جندي مرتزق، سافر إلى معظم أنحاء العالم واكتسب سمعة بأنه رجل جيد في المآزق، أبحر كثيراً قريباً من الريح في أحداث تتعلق بنشاطات مشبوهة.
- فيرا إليزابيث كلايثورن، معلمة ومربية سابقة أجبرت على تولي الأعمال السكرتارية منذ أن توقف عملها الأخير كمربية. وظروف انفصالها عن حبيبها ضبابية وغامضة.

## الأغنية
كان عنوان الكتاب الأصلي «عشرة زنوج صغار» مأخوذاً من أغنية هزلية أمريكية كتبها سبتيموس وينير [الإنجليزية] في 1868، وكان لها تنويعات عديدة، ويعتبر الكثيرون هذه الأغنية عنصرية ومسيئة في الوقت الحالي.
كلمات الأغنية المستخدمة في الرواية:
| ثم لم يبق أحد | عشرة هنود صغار ذهبوا لتناول العشاء اختنق أحدهم وبقي منهم تسعة تسعة هنود صغار سهروا إلى وقت متأخر جداً أفرط أحدهم في النوم فبقي منهم ثمانية ثمانية هنود صغار سافروا إلى ديفون قرر أحدهم البقاء فبقي منهم سبعة سبعة هنود صغار كانوا يقطعون اللحم شطر أحدهم نفسه نصفين فبقي منهم ستة ستة هنود صغار كانوا يلعبون عند خلية نحل لسعت نحلة واحداً فبقي منهم خمسة خمسة هنود صغار مضوا لدراسة القانون صار أحدهم في أحكام المساواة فبقي منهم أربعة أربعة هنود صغار خرجوا إلى البحر ابتلعت رنجة حمراء أحدهم فبقي منهم ثلاثة ثلاثة هنود صغار مشوا في الحديقة أكل الدب أحدهم وبقي منهم اثنان هنديان صغيران جلسا في الشمس أصيب أحدهما بضربة شمس وبقي منهم واحد هندي صغير بقي وحيداً ذهب وشنق نفسه ثم لم يبق منهم أحد | ثم لم يبق أحد |

## الاقتباس
تعتبر هذه الرواية الأولى في روايات أجاثا كريستي من حيث عدد الأعمال المقتبسة منها.

### المسرح
اقتبست من الرواية مسرحيتين، الأولى عام 1943 من تأليف أجاثا كريستي، والثانية عام 2005 من تأليف كيفين إليوت.

### التلفزيون والسينما
اقتبست من الرواية العديد من الأفلام منها:
- فيلم أمريكي عام 1945 من إنتاج وإخراج رينيه كلير.
- فيلم بريطاني عام 1949 من إنتاج قناة بي بي سي.
- فيلم بريطاني عام 1959 من إنتاج قناة ITV.
- فيلم ألماني عام 1969.
- فيلم روسي عام 1987.
- مسلسل بريطاني عام 2015 عرض لأول مرة على بي بي سي وان.

عربيا اقتبس المسلسل السوري (المجهول) عام 1999 من أحداث الرواية
كما اقتبس مسلسلين لبنانيين من الرواية، الأول عام 1974 تحت عنوان «عشرة عبيد صغار» من إنتاج تلفزيون لبنان، والثاني عام 2014 من إنتاج قناة إم تي في اللبنانية.
مسلسل قصير مكون من 3 حلقات إنتاج قناة بي بي سي أول حلقة تعرض 26 ديسمبر عام 2015 مقتبس من الرواية.

### اقتباسات أخرى
- اقتبست لعبة فيديو من الرواية عام 2005 تحت عنوان «أجاثا كريستي: ثم لم يبق أحد».
- حولت الرواية إلى رواية مصورة عام 2009.

## عناوين الترجمات العالمية
تُرجمت هذه الرواية إلى العربية تحت عدة عناوين، مرة بعنوان «جزيرة الموت» أو «أغنية الموت» وعنوان داخلي هو: «عشرة عبيد صغار»، ثم تُرجمت بواسطة دار الأجيال بعنوان: «ثم لم يبق أحد»، وأيضاً ترجمت الرواية تحت عنوان «واختفى كل شيء».
حافظت أغلب الترجمات العالمية على أحد العنوانيين: «عشرة زنوج صغار» أو «ثم لم يبق أحد»، كما ترجمت الرواية تحت عناوين أخرى مثل: «دعوة إلى الموت» في الترجمة البرتغالية، «واحد منا هو القاتل» في الترجمة الدانماركية، «لم ينج أحد» في الترجمة الفنلندية.

## تاريخ النشر
تملك الرواية تاريخًا طويلًا وبارزًا في النشر. تُعد هذه الرواية أفضل الروايات مبيعًا باللغة الإنجليزية واللغات الأخرى المترجمة إليها منذ نشرها لأول مرة. منذ بداياتها باللغة الإنجليزية، نُشرت بعنوانين مختلفين، بسبب الحساسية المختلفة لعنوان المؤلفة وموضوع العد والفرز في المملكة المتحدة والولايات المتحدة في النسخة الأولى.

### العنوان
نُشرت الرواية بدايةً في أواخر عام 1939 وأوائل عام 1940 في نفس الوقت تقريبًا في كلٍّ من المملكة المتحدة والولايات المتحدة. ظهرت في المملكة المتحدة بعنوان الزنوج العشرة الصغار، على شكل كتاب وقطع متسلسلة في الصحيفة. تألفت السلسلة من 29 جزءًا نُشرت في ديلي إكسبريس ما بين يوم الثلاثاء 6 يونيو والسبت 1 يوليو عام 1939. احتوت جميع الأجزاء على رسوم توضيحية لـ«بريسكوت» واحتوت الأولى على رسوم توضيحية لجزيرة بورغ في ديفون والتي كانت المحفزة على تأليف القصة. لم تحتوِ النسخة المتسلسلة أي تقسيمات فصلية. بِيع الكتاب بسعر سبعة شلنات وستة بنسات.
نُشرت في الولايات المتحدة بعنوان ثم لم يبق أحد على شكل كتاب وقطع متسلسلة. غيرت النسختان الأمريكيتان الأصليتان العنوان عن ذلك المستخدم في البداية في المملكة المتحدة، بسبب عدائية الكلمة في الثقافة الأميركية، حيث كان يُنظر إليها على نطاق واسع على أنها قدح وإهانة عرقية انفعالية عنصرية مقارنة بالثقافة المعاصرة في المملكة المتحدة. نُشرت النسخة المتسلسلة في ساترداي إيفنينغ بوست في سبعة أجزاء بين 20 مايو (المجلد 2011، رقم 47) و1 يوليو عام 1939 (المجلد 212، الرقم 1) مع رسوم توضيحية لهنري رالي، ونُشر الكتاب في يناير عام 1940 من قبل شركة دود وميد بسعر دولارين.
أُشير إلى «الهنود» أو «الجنود» في البداية بكلمة «زنجي» في رواية المملكة المتحدة الأصلية وفي جميع الإصدارات اللاحقة حتى عام 1958، تضمن ذلك اسم الجزيرة، والأغنية المصيرية المكتشفة من قبل الزائرين، والتماثيل الصغيرة العشرة. (في الفصل السابع، أصبحت فيرا كلايثور شبه هيستيرية عند قول برينت «إخوتنا السود»، المفهوم في سياق الاسم الأصلي فقط). استمرت إصدارات المملكة المتحدة باستخدام العنوان الأصلي حتى ظهور العنوان المعتمد الحالي مع إعادة طبع النسخة الورقية لفونتانا 1963 في عام 1985.
كانت كلمة «زنجي» في الأصل اعتداءً عنصريًا في الولايات المتحدة في بدايات القرن العشرين، ولذلك غُير عنوان نسخة الولايات المتحدة الأولى والسلسلة الأولى إلى ثم لم يبق أحد وحُذفت جميع الإشارات إلى هذه الكلمة في الكتاب، كما غُير أيضًا عنوان الفيلم السينمائي لعام 1945 (باستثناء نسخة الولايات المتحدة الأولى التي احتفظت بالعنوان «الزنوج بين كومة حطب» في الجزء الثامن من الفصل الثاني). لاحظت سادي ستين حساسية العنوان الأصلي للرواية في عام 2016، معلقة على مسلسل قصير لقناة بي بي سي بعنوان ثم لم يبق أحد، إذ لاحظت أنه «حتى في عام 1939، اعتُبر هذا العنوان يعتبر في النسخة الأميركية». عمومًا، «لا تُعرف أعمال كريستي بحساسيتها العنصرية، وتُعد أعمالها الأدبية بحسب المعايير العصرية مزدحمة بالاستشراق بشكل غير رسمي». كان العنوان الأصلي مستندًا إلى أغنية من العروض الموسيقية وألعاب الأطفال. تستشهد سادي بقول أليسون حول قوة الاسم الأصلي للجزيرة في الرواية، جزيرة الزنوج، «من أجل خلق «اختلاف» مشوق، كان المكان الذي أظهر «الجانب المظلم» للإنجليزية مناسبًا». استمرت أليسون بقول: «كان موقع كريستي ]الجزيرة[ أكثر ألفةً وخصخصةً، مع التسليم جدلًا بالمخاوف العرقية المنسوجة في الحياة النفسية منذ وقت مبكر يعود إلى دار الحضانة». أضافت ستين في سياق حديثها عن فيلم 1945 «المعروف على نطاق واسع» أننا «نواجه كميات مذهلة من العنف ليس إلا، والأغنية باعثة على الكآبة ومقلقة لا نسمعها الآن خارج سياق أجاثا كريستي». شعرت حيال العنوان الأصلي للرواية في المملكة المتحدة، المشاهد الآن، «ذلك العنوان الأصلي، إنه هزة عميقة».

## وصلات خارجية
لم يتم العثور على روابط لمواقع التواصل الاجتماعي.

### باللغة الإنجليزية
- معلومات حول الرواية في الموقع الرسمي لأجاثا كريستي.
- معلومات حول الفيلم البريطاني المقتبس من الرواية عام 1949.
- معلومات حول الفيلم البريطاني المقتبس من الرواية عام 1959.
- معلومات حول الفيلم الألماني المقتبس من الرواية عام 1969.
- معلومات حول المسلسل اللبناني المقتبس من الرواية عام 2014.

### باللغة العربية
- معلومات حول الرواية في الموقع الرسمي لدار الأجيال.